# یخچال طبیعی انگیلچک
یخچال طبیعی انگیلچک (به قرقیزی: Эңилчек мөңгүсү، ەڭىلچەك مۅڭگۉسۉ) یک یخچال طبیعی در قرقیزستان است که در کوه‌های تیان شان واقع شده‌است.